# Козарска-Дубица
Козарска-Дубица (ранее Дубица, также Турецкая или Боснийская Дубица, Босанска-Дубица; босн. Bosanska Dubica, серб. Козарска Дубица / Kozarska Dubica, хорв. Bosanska Dubica) — город, расположенный в северной части Боснии и Герцеговины.
Город входит в состав Республики Сербской, центр одноимённой общины в регионе Приедор.

## География
Козарска-Дубица расположена в 26 км от шоссе Загреб — Белград. На севере по реке Уна граничит с Хорватией, на востоке — с общиной Градишка (Босанска-Градишка), на западе — с общиной Костайница (Босанска-Костайницей), на юге — с общиной Приедор.

## Название
До боснийской войны город имел название Босанска-Дубица. Затем властями Республики Сербской был переименован в просто Дубица или Козарска-Дубица. Несмотря на решение суда БиГ, название Козарска-Дубица официально закрепилось.

## История

### Ранняя история
Дубица (Босанска-Дубица) построена в 930 году. Первое упоминание датируется в 1197 году. Босанска-Дубица была важным городом в Османской империи захваченным у сербов. Название вероятно происходит от дубовых рощ на берегу Уны. В 1461 год Дубница была завоёвана Османской империей. В 1483 году под Дубицей османы были разбиты кроатскими войсками, под началом Франжипани, а в 1513 году под началом бана П. Бериславича. Город попал под османскую оккупацию в 1538 году. Бан Ердеди в 1685 году штурмовал город-крепость в своем походе на Боснию, но не мог овладеть крепостью (замком). В 1687 году крепость была взята в осаду и захвачена имперскими войсками, в 1690 и 1692 годах, безрезультатно атакована Османскими вооружёнными силами, а в 1718 году по миру в Пассаровице город был отдан Османской империи. По Белградскому миру 1739 года граница между Габсбургской монархией и Османской империей была установлена по Уне, таким образом правобережная Дубица (современная боснийская Козарска-Дубица) осталась в Турции, а левобережная (Хрватска-Дубица) оказалась в империи Габсбургов. Во время Второй мировой войны Босанска-Дубица стала могилой многих жертв с обеих сторон. В 1970-х годах в Босанска-Дубице начала значительно рости экономика. В 1980-х возник бум строительства, который прекратился в результате распада Югославии.

### Боснийская война
Во время боснийской войны (1992—1995) около 6000 боснийцев были выгнаны из своих домов, а сербы из Хорватии поселились в Босанска-Дубице. Часто в тех, покинутых домах боснийцев. Мост между Босанска-Дубицей и Хрватска-Дубицей был уничтожен боснийцами. Многие боснийские сербы бежали. Во время войны город был долгое время в оккупации со стороны Хорватской Регулярной Армии. 18 сентября 1995 года хорватская армия переправилась через реку Уна и взяла под свой контроль некоторые части Босанска-Дубицы. На заводе (серб. Knežopoljka) расстреливали людей, приехавших по региональной дороге. 44 человека были нещадно убиты. На следующий день 19 сентября Сербская Армия вытеснила Хорватскую обратно за реку. В тот день сербские самолёты из аэропорта Баня-Луки напали на хорватов в окрестностях села (серб. Živaja) в Хорватии. Хорватская армия потерпела поражение уже на второй день их боевой операции.

## Население
По данным переписи 1910 года, 82,94 % жителей в Босанска-Дубице были православными.
Этнический состав населения города Козарска-Дубица (Босанска-Дубица) по переписи 1991 года:
- Босняки — 6084 (44,47 %)
- Сербы — 5540 (40,49 %)
- Хорваты — 288 (2,10 %)
- Югославы — 1329 (9,71 %)
- остальные, неопределённые и неопознанные — 439 (3,20 %)

Всего: 13 680 чел.
Численность населения города Козарска-Дубица по переписи 2013 года составила 11 566 человек, общины — 23 074 человека.

## Экономика
Расположенные в долине от реки более 316 квадратных километров культивируемой земли играли важную роль в развитии сельского хозяйства. Аграрное производство ориентировано на земле, выращивании зерновых культур, крупном рогатом скоту, развитие промышленности, а в последнее время начало развиваться виноделие.
Недалеко от города расположено крупнейшее[где?] производство молока компанией «Млиекопродукт». Климат Босанска-Дубицы хорошо подходит для выращивания различных видов овощей и фруктов. Также в Босанска-Дубице существует крупная строительная компания IGP «UNA», созданная в 1962 году. Благодаря ей были построены местные больницы, школы и восстановлен мост через реку.

## История спорта
История спорта Босанска-Дубицы была начата в начале XX века. В 1930-х годах в Босанска-Дубице создан футбольный клуб «Уна». После Второй мировой войны в Босанска-Дубице начали создаваться различные спортивные организации. В 1962 году создан гандбольный клуб «Борац». 11 февраля 1973 — баскетбольный клуб «Уна». В 1982 — карате клуб «Кнешполье». В настоящее время существуют мужской и женский гандбольные клубы, несколько клубов каратэ и один шахматный клуб.